# Tuskegee-Syphilis-Studie

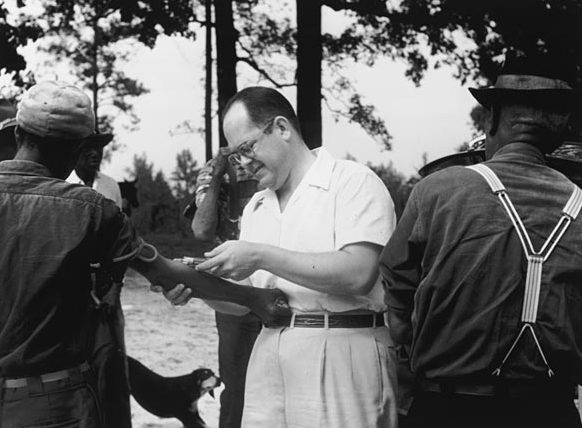
Blutabnahme im Rahmen der Tuskegee-Syphilis-Studie

Die Tuskegee-Syphilis-Studie wurde von 1932 bis 1972 in der Gegend von Tuskegee in Alabama vom United States Public Health Service (PHS), einer Behörde des Gesundheitsministeriums der Vereinigten Staaten, unter Leitung des Mediziners John Charles Cutler durchgeführt. In dieser Studie wurden die Folgen unbehandelter Syphilis-Infektionen, einer häufig chronisch verlaufenden Geschlechtskrankheit, beim Menschen untersucht. 399 mit Syphilis infizierte afroamerikanische Sharecropper – eine Art von Landpächtern – wurden im Rahmen der Studie untersucht. 200 weitere Personen, die als nicht-Syphilis-infiziert galten, wurden als Kontrollgruppe in die Studien einbezogen. Die Versuchspersonen waren zum großen Teil arm und konnten weder lesen noch schreiben.
Diese Studie ist bekannt für ihre menschenverachtende Durchführung: Ihr Zweck war, den natürlichen Verlauf der Syphilis-Erkrankung zu beobachten. Die Studie wurde nicht abgebrochen, als wirksame Syphilis-Medikamente erhältlich waren. Die Versuchsteilnehmer hatten keine Gelegenheit zu einer informierten Einwilligung. Sie wurden auch nicht über eine Syphilis-Diagnose unterrichtet. Man sagte ihnen stattdessen, dass sie „schlechtes Blut“ hätten (engl. bad blood) und dass sie eine kostenlose Behandlung bekämen. Ebenso würden sie kostenlose Fahrten zur Klinik, eine warme Mahlzeit täglich und im Todesfall 50 Dollar für die Beerdigung erhalten.
Von der Studie erfuhr im Herbst 1965 zufällig der beim PHS arbeitende Epidemiologe Peter Buxtun. Buxtun versuchte, bei seiner Behörde die Einstellung des Experiments zu erreichen, konnte dort aber ebenso wie 1966 bei der US-Seuchenschutzbehörde nichts erreichen. Überall wurde ihm versichert, dass das Projekt bis zum Tod des letzten Patienten fortgesetzt würde. Noch drei Jahre später wurde ihm von der Seuchenschutzbehörde mitgeteilt, dass man keine moralischen Bedenken habe. Daraufhin weihte er 1972 die Journalistin Jean Heller ein, die am 25. Juli 1972 im Washington Evening Star mit einem  Bericht auf die Studie aufmerksam machte. Zu dem Zeitpunkt lebten noch 74 der Menschen, die den Beginn der Studie mitgemacht hatten. Öffentlich unter Druck geraten, rief der Public Health Service einen Untersuchungsausschuss ein, der nach drei Monaten den Abbruch der Studie beschloss. Der Anwalt Fred Gray, der bereits Martin Luther King vor Gericht vertreten hatte, erreichte vor Gericht schließlich eine Entschädigung von neun Millionen US-Dollar für die Überlebenden der Studie.
Bei einer weiteren Studie Cutlers in Guatemala von 1946 bis 1948 wurden Gefangene, Soldaten und von einer geistigen Behinderung betroffene Personen mit Syphilis infiziert. Es sollte dabei untersucht werden, ob Penicillin Syphilis heilen kann. Im Jahr 2010 entschuldigte sich die US-Regierung für diese Versuche.